# Relaciones entre Honduras y Alemania
Las relaciones hondureño-alemanas comprenden un amplio e intenso espectro de intercambios, tratados, pactos y conflictos, tanto políticos, diplomáticos, económicos como culturales, entre los dos Estados, Honduras y la República Federal de Alemania. Si bien las relaciones con Alemania han existido durante varios siglos, no es sino hasta 1930, que se ven oficialmente establecidas.

## Antecedentes

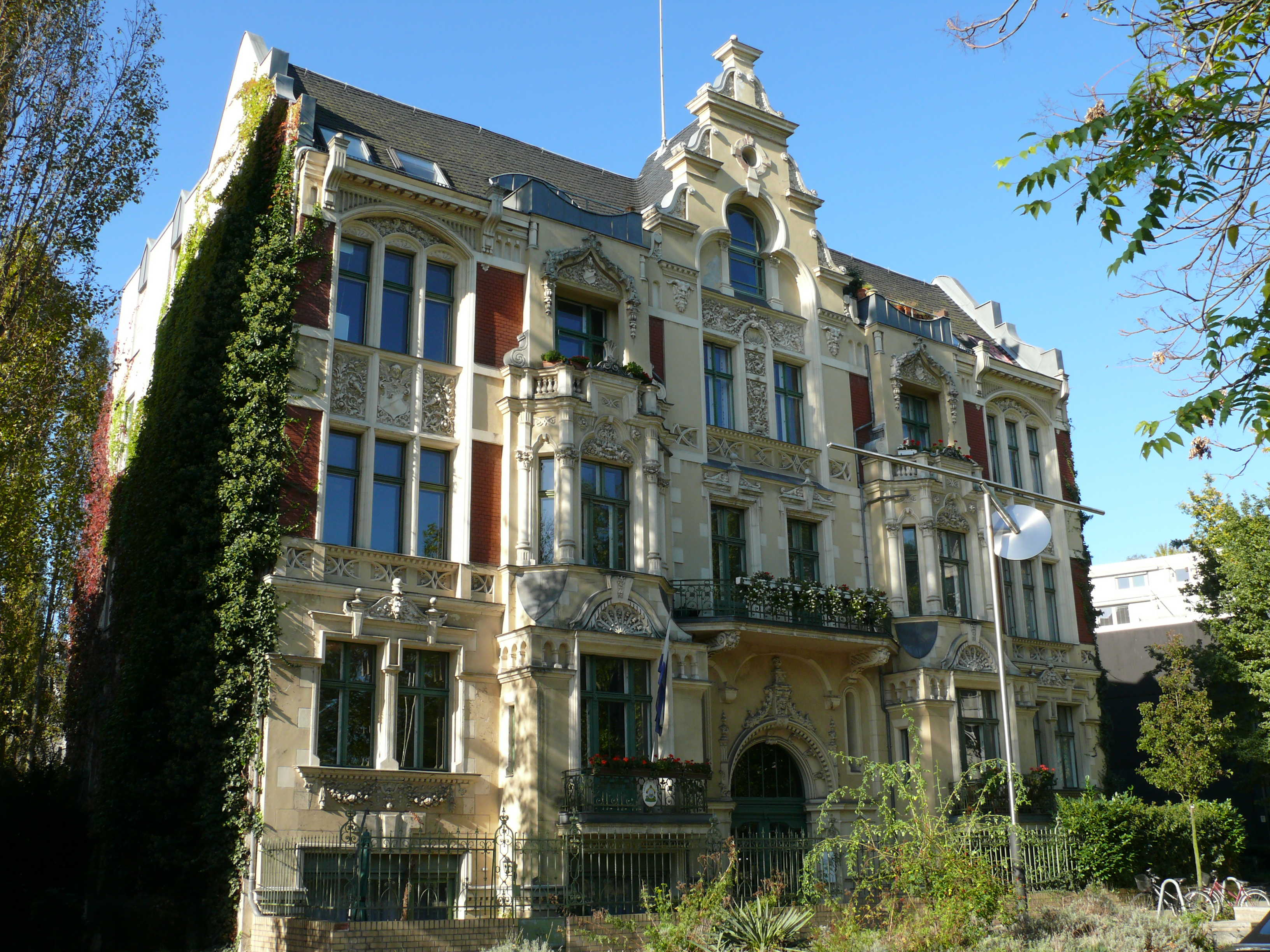
Embajada de Honduras en Berlín

Honduras había sido incorporada al Imperio español durante el siglo XVI, durante el reinado del Habsburgo, rey Carlos I de España y V del Sacro Imperio Romano Germánico, este dio a Honduras su primer escudo como provincia. Sin embargo, con el final de la dinastía de los Austrias y la llegada de los Borbones, la conexión de las autoridades coloniales de Honduras con los Habsburgo terminaría. Honduras tendría su independencia de España en con junto de las demás provincias centroamericanas en 1821 y del primer Imperio mexicano en 1823 para finalmente convertirse en una república independiente en 1838 con la disolución de la República federal centroamericana. 
De ahí en adelante Honduras pasaría por diversos asuntos internos. No sería hasta la reforma liberal de Marco Aurelio Soto que se daría apertura a la migración y el contacto con demás naciones europeas, entre ellas el Imperio alemán, ambos mantuvieron unas muy  buenas y cuidadas relaciones recíprocas, al grado que Alemania fue uno de los principales socios comerciales de Honduras. Aunque ambos países no tenían tratos diplomáticos formales a pesar de que ya había una pequeña comunidad alemana en Honduras. 
En julio de 1918, Honduras se sumó a declararle la guerra al Imperio alemán; sin embargo, la Gran Guerra terminaría en noviembre. Finalmente los lazos formales entre Honduras y Alemania se dieron a partir de 1930. De ese año en adelante ambos países mantuvieron unas buenas relaciones diplomáticas. Tras las elecciones alemanas donde Adolf Hitler sería ganador y asumiria el cargo de canciller la cercanía de Honduras con Alemania se mantendría firme, esto debido a que ese mismo año llega al poder el mandatario Tiburcio Carías Andino, el cual fue en un inicio un simpatizante del fascismo, al grado de elogiar los regímenes de Italia y Alemania como un modelo para Honduras. 
En 1936 Aldolf Hitler le envía una carta al presidente Carias en felicitaciones por la victoria en las elecciones de Honduras de ese mismo año. Sin embargo, las relaciones diplomáticas se empezarían a estropear a partir de 1941, con la llegada del nuevo cónsul del Tercer Reich, Christian Zinsser, el cual fue acusado de ser un espía de la Gestapo, además de la entrada de Honduras en la guerra a partir del ataque a Pearl Harbor en diciembre de ese mismo año, cortado relaciones diplomáticas con Alemania. Al final la Segunda Guerra Mundial se mantuvieron relaciones bilaterales con las dos Alemanias: con la República Federal de Alemania desde 1950 y con la República Democrática Alemana desde 1975, estas últimas de mucha menor intensidad que las primeras. A partir del 3 de octubre de 1995, posterior a la reunificación alemana, se mantienen relaciones con la Alemania reunificada.

## Embajadores
| Desde         | Hasta      | Embajador             | Observaciones |
| ------------- | ---------- | --------------------- | ------------- |
| Julio de 2018 | actualidad | Christa Castro Varela |               |